# Scudo a cartoccio

Stemma a cartoccio (Potenza Picena)

In araldica, uno scudo a cartoccio, o scudo accartocciato, è uno scudo circondato da una cornice fortemente elaborata con arricciature, arricchimenti e grazie.
La cornice a cartoccio circonda spesso uno scudo ovale o uno scudo sagomato e la si trova specialmente nei monumenti, nelle sculture e nelle miniature per armonizzare uno stemma con i fregi, con i motivi architettonici o con il disegno generale della decorazione.
Nell'araldica francese lo scudo a cartoccio è chiamato écu en cartouche o cartouché, in quella inglese baroque shield, console o heraldic console, e in quella tedesca Kartuschenschild.

## Storia
La nascita dello scudo a cartoccio è sicuramente legata all'unione tra l'araldica e l'architettura. Il cartoccio veniva rappresentato soprattutto nell'ambito di chiese, di sepolcri, di palazzi e di dipinti.
Si è sviluppato soprattutto in epoca barocca, intorno al XVII e XVIII secolo, con la creazione di scudi dalle forme complesse (gli scudi sagomati) decorati con cornici dalle forme estremamente stravaganti.
Alcuni autori ritengono che le volute riproducano le arricciature dei rotoli di manoscritti e pergamene e pertanto siano stati adottati in primis dai letterati e dagli uomini di legge, oppure riproducano le pelli di fiere di cui si rivestivano gli eroi della mitologia.
Tuttavia queste ultime ipotesi non sono totalmente comprovate e si considerano quelle elencate in precedenza come più veritiere.

## Disposizioni

### Disegno del cartoccio
Il cartoccio può assumere moltissime forme poiché viene disegnato secondo il gusto dell'artista.
Alcuni cartocci tendono più ad essere larghi (quest'ultimi di solito adottano forme per lo stemma semplici, come ad esempio cerchi), mentre altri cartocci tendono a generare tutte le grazie e le fantasie intorno ad una forma di scudo convenzionale.

Nel cartoccio dello stemma di Savona è visibile uno scudo a testa di cavallo (variante più appuntita). Il cartoccio si forma intorno allo scudo, senza invadere il disegno dello stemma.
Lo stemma di Roma quando viene rappresentato nel suo cartoccio ha una forma ovale, altrimenti adotta lo scudo francese antico.

Nei cartocci possono essere inserite figure umane e volti o altre decorazioni come ad esempio foglie.
Se il cartoccio è accompagnato da un motto, la lista può essere accorpata tra le arricciature del cartiglio stesso.
La forma del cartoccio con tutte le sue arricciature, estremità e punte è una scelta riservata all'artista salvo caso in cui ne venga blasonata la forma precisa.
Perciò, uno stemma formato con solo lo scudo, ma senza cartoccio, conforme alla blasonatura è araldicamente corretto, così come uno scudo con cartoccio conforme alla blasonatura. 

Se la blasonatura di uno stemma è: partito d'oro e di rosso, al giglio d'azzurro nel primo, il tutto accartocciato, tutti gli stili di cartoccio mostrati sono araldicamente corretti.

Un esempio può essere lo stemma di Pesaro:

Scudo di Pesaro.
Stemma di Pesaro.

Tutti e due gli stemmi sono corretti secondo la blasonatura, spetta a chi dovrà utilizzare (e raffigurare) lo stemma scegliere quale.

### Colori
Il colore del cartoccio quasi sempre è un metallo, solitamente l'oro (anche l'argento è presente ma più raramente). Sono poco comuni i colori come il rosso o l'azzurro.

## Uso nell'araldica nobiliare
Molteplici famiglie nobili utilizzavano uno scudo a cartoccio per arricchire il proprio stemma. L'entrata di molte case appartenenti a famiglie nobili è decorata nella parte superiore con lo stemma della casata accartocciato.
Nell'araldica nobiliare spagnola l'uso del cartoccio è presente, ad esempio, nello stemma di Isabella Fernanda di Borbone-Spagna.

Stemma di Isabella Fernanda di Spagna
Stemma del doge Orio Mastropiero
Stemma del doge Sebastiano Ziani

## Uso nell'araldica civica

### In Italia
In Italia alcune delle città più grandi (ad esempio Roma, Modena, Savona, Bologna e Pesaro) utilizzano uno scudo a cartoccio che riprende un emblema storicamente in uso per via di concessioni specifiche o di antichi privilegi e che in alcuni casi può essere sormontato dalla corona da marchese, da duca o da principe che ricorda le vicende del passato.
Il cartoccio è utilizzato da alcune province come quelle di Cosenza e di Massa-Carrara.

Stemma della provincia di Cosenza.
Stemma della provincia di Bari in versione aulica
Stemma della provincia di Massa-Carrara

Alcuni comuni hanno accorpato al cartoccio i rami d'alloro e di quercia previsti dall'araldica civica italiana come ad es. Loano, Pesaro e Rapallo. 

Lo stemma di Loano è un particolare tipo di cartoccio.[25]
Stemma di Savona
Stemma di Bologna
Stemma di Calizzano
Stemma di Pietra Ligure
Stemma di Rapallo

Ciò indica anche l'accorpamento delle corone al cartoccio, tuttavia ciò non sempre è fatto, dato che è comune nell'araldica civica italiana staccare la corona (che essa sia muraria o nobile) dallo stemma.

#### L'uso del cartoccio sui municipi
Dato che in epoca barocca il cartiglio divenne più una forma dello scudo che una semplice cornice, e con la predilezione di quel tempo per forme stravaganti e ricche di grazie, molteplici comuni fecero scolpire il proprio stemma civico accartocciato dato che l'uso del cartoccio è fortemente legato alla decorazione architettonica. 

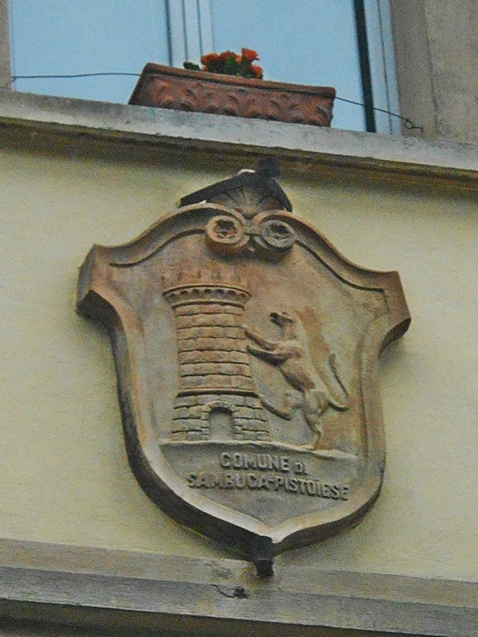
Il municipio di Sambuca Pistoiese ha sulla parte superiore della propria entrata lo stemma civico avvolto in un cartiglio, non presente nello stemma ufficiale.
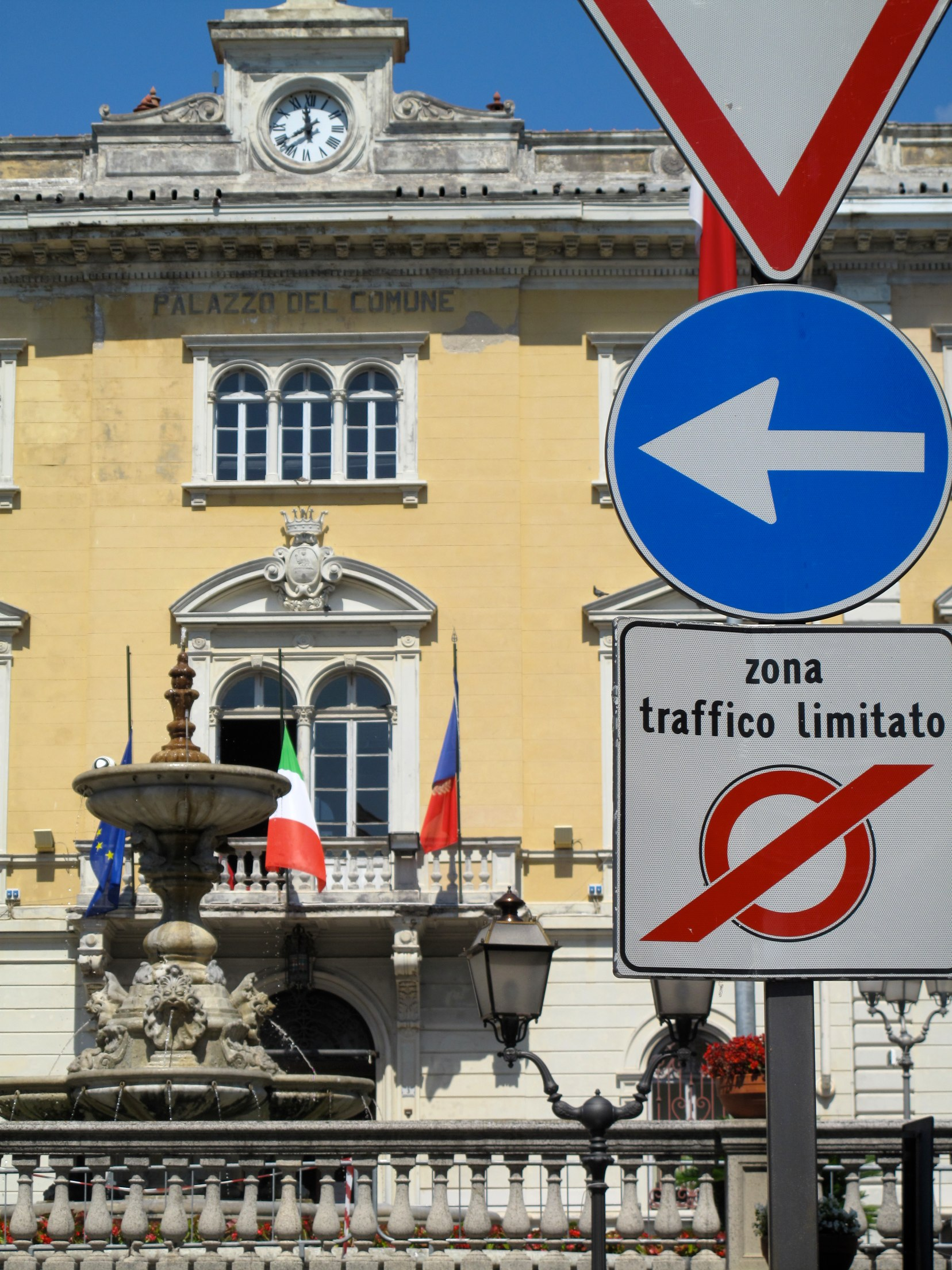
Sul municipio di Alassio è raffigurato lo stemma cittadino intorno ad un cartoccio anche se non è previsto nello stemma civico ufficiale.
Lo scudetto di Alassio (così come lo stemma)[26] non è racchiuso in un cartiglio, ma è uno scudo sannitico.

Lo stemma di San Marino è avvolto da un cartoccio. San Marino e Andorra sono gli unici Stati europei che hanno lo stemma nazionale con il cartiglio.

Stemma di San Marino
Stemma di Andorra

### In Francia
Nell'araldica civica francese l'uso del cartoccio è praticamente inesistente.

### In Inghilterra
In Inghilterra viene favorito l'uso di altri ornamenti esterni, e il cartoccio non viene in genere adoperato. Tuttavia, il Commonwealth d'Inghilterra utilizzava uno scudo a cartoccio. 

Stemma del Commonwealth d'Inghilterra

### In Spagna
In Spagna alcune città utilizzano il cartoccio, come ad esempio Baza, El Astillero e Algeciras.

Stemma di Baza.
Stemma di El Astillero.
Stemma di Algeciras